# Teateråret 1871

## Årets uppsättningar

### Mars
- 16 mars – Mathilda Lundströms pjäs Kristina Gyllenstjerna har urpremiär på Kungliga Teatern i Stockholm.[1]

### Oktober
- 16 oktober -– August Strindbergs pjäs Den fredlöse har urpremiär på Dramaten i Stockholm.[2]

### December
- 16 december – Axel Anreps pjäs Nerkingarne uruppfördes på Södra Teatern i Stockholm.
- 24 december – Giuseppe Verdis opera Aida har premiär i Kairo, Egypten, uppskjuten från januari på grund av fransk-preussiska kriget.[3]

### Okänt datum
- Anne Charlotte Lefflers pjäs En sammansvärjning uppfördes privat.[4]

## Födda
- 10 januari – Augusta Blad (död 1953), dansk skådespelare.
- 4 februari – Gerda Lundequist (död 1959), svensk skådespelare.
- 27 februari – Rudolf Rasch (död 1964), svensk skådespelare.
- 1 augusti – Eduard von Winterstein (död 1961), tysk skådespelare.
- 13 oktober
  - Hilda Borgström (död 1953), svensk skådespelare.
  - Johannes Guldbrandsen (död 1922), dansk skådespelare.

## Avlidna
- 11 februari – Filippo Taglioni (född 1777), italiensk balettdansare och koreograf.
- 25 februari – Anna Sofia Sevelin (född 1790), svensk skådespelare och sångare.
- 16 maj – Hilda Ringvall (född 1845), svensk skådespelare
- 5 juni – Hugo Adolf Hamilton (född 1802), svensk konstnär, teaterchef och generalpostdirektör.
- 22 juli – Eugène von Stedingk (född 1825), chef för de kungliga teatrarna.
- 17 oktober – Knut Filip Bonde (född 1815), svensk militär och politiker, chef för hovkapellet och Dramaten.

### Fotnoter
1. ↑  ”Dramawebben”. Arkiverad från originalet den 11 augusti 2010. https://web.archive.org/web/20100811230329/http://www.dramawebben.se/pjas/kristina-gyllenstjerna. Läst 23 mars 2011.
2. ↑  ”Dramawebben”. http://www.dramawebben.se/pjas/den-fredlose. Läst 23 mars 2011.
3. ↑  ”San Diego Opera”. Arkiverad från originalet den 4 juni 2011. https://web.archive.org/web/20110604034738/http://sdopera.com/Operapaedia/Aida. Läst 23 mars 2011.
4. ↑  Lauritzen 2012, s. 69